# Randy Jones
Randy Jones (Raleigh, North Carolina, 13 september 1952) is een Amerikaanse disco- en popzanger en was de oorspronkelijke cowboy uit Village People.
Hij bracht in 2007 een disco- en popalbum uit, getiteld Ticket to the World.
Als acteur verscheen hij met de andere groepsleden in de film Can't Stop the Music, uitgebracht in 1980.